# Stactobia seki
Stactobia seki är en nattsländeart som beskrevs av Füsun Sipahiler 2000. Stactobia seki ingår i släktet Stactobia och familjen smånattsländor. Inga underarter finns listade i Catalogue of Life.